# Salvia huastecana
Salvia huastecana — вид багаторічних трав'янистих квіткових рослин родини глухокропивових (Lamiaceae). Описаний у 2020 році.

## Поширення
Ендемік Мексики. Трапляється у двох локалітетах у муніципалітеті Сілітла у штаті Сан-Луїс-Потосі на північному сході країни. Росте на вапнякових скельних схилах із залишковими елементами монтанного хмарного лісу на висоті 1427—1465 м над рівнем моря.

## Назва
Видова назва S. huastecana посилається на уастеків — народ, що існував близько тисячі років тому на території штату Сан-Луїс-Потосі.